# Krisnan Inu

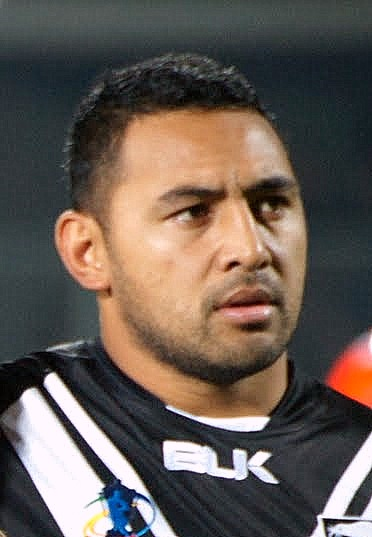
Krisnan Nevada Inu

Krisnan Nevada Inu, född 17 mars 1987 i Auckland, Nya Zeeland, är en före detta nyzeeländsk, och därefter samoansk rugbyspelare. Han spelade center för Stade Français 2014–2015 i den franska Top 14-ligan. 2018 spelade han i det engelska laget Widnes Vikings, men har avslutat sin karriär.